# 빙엄턴 웨일러스
| 빙엄턴 웨일러스 | |
| 콘퍼런스        | |
| 디비전          | 사우스 디비전 (1980년~190년) |
| 설립연도        | 1980년 |
| 해체연도        | 1990년 |
| 역사            | 프로비던스 레즈 (1926년~1976년) 로드아일랜드 레즈 (1976년~1977년) 빙엄턴 더스터스 (1977년~1980년) 빙엄턴 웨일러스 (1980년~1990년) 빙엄턴 레인저스 (1990년~1997년) 하트퍼드 울프팩 (1997년~2010년) 코네티컷 훼일 (2010년~2013년) 하트퍼드 울프팩 (2013년~현재) |
| 경기장          | 브룸 카운티 베터런스 메모리얼 아레나 |
| 연고지          | 뉴욕주 빙엄턴 |
| 상징색          | 초록, 파랑 |
| 구단주          | |
| 단장            | |
| 감독            | |
| NHL 제휴        | |
| ECHL 제휴       | |
| 정규시즌 우승   | 1 (1985) |
| 콘퍼런스 우승   | |
| 디비전 우승     | 2 (1982, 1985) |
| 칼더 컵         | |
| 영구 결번       | |

빙엄턴 웨일러스(Binghamton Whalers)는 미국 뉴욕주 빙엄턴을 연고지로 하는 1980년부터 1990년까지 AHL 소속되었던 아이스 하키팀이다.

## 역대 홈경기장
| 빙엄턴 웨일러스                      |               |          |               |      |
| 경기장                               | 사용기간      | 수용인원 | 장소          | 비고 |
| 브룸 카운티 베터런스 메모리얼 아레나 | 1980년~1990년 | 4,679명  | 뉴욕주 빙엄턴 | 빈칸 |